# Suture du Tsang Po

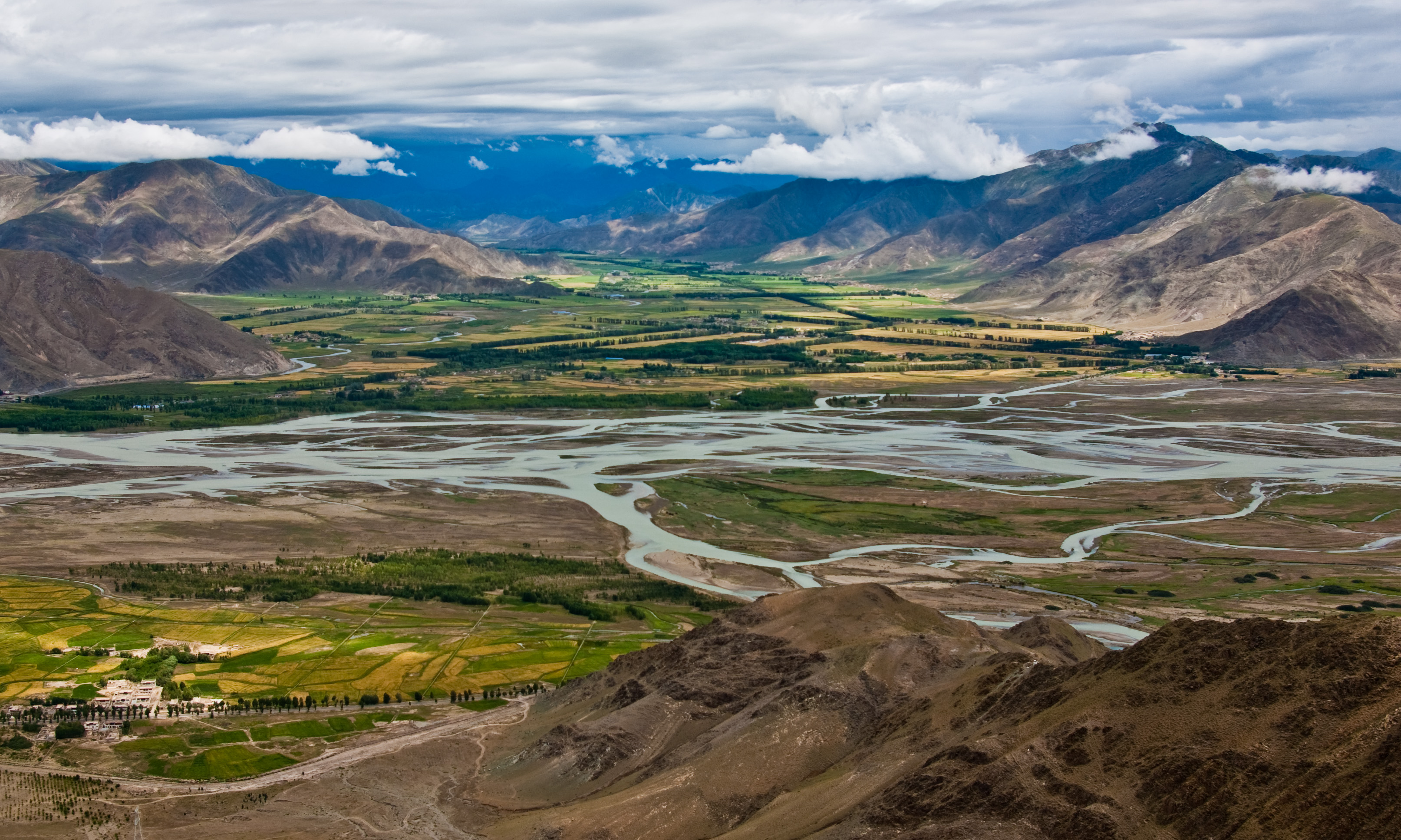
La rivière Yarlung Zangbo coule au niveau de la suture. (ici près de Lhassa)

La suture de Tsang Po est la jonction entre la plaque eurasiatique et la plaque indienne, correspondant à la dernière cicatrice océanique himalayenne. Vestige de la Néotéthys, elle est la preuve d'une collision continentale après subduction et fermeture de l'océan téthysien. En effet cette suture est composée d'ophiolites qui sont des portions d'une ancienne lithosphère océanique (croûte océanique de basalte et de gabbro + le manteau lithosphérique) charriées en milieu continental.
La présence de ces ophiolites s'explique par le phénomène de l'obduction. L'obduction est occasionnée à la suite d'une collision continentale entre deux croute continentale. Cette configuration empêche à la croute inférieure de plonger dans l'asthénosphère et la subduction qui se produit habituellement en profondeur va se produire au niveau du point de collision émergé des plaques d'où le terme d'obduction (ob-:au-dessus ; sub-:au-dessous).

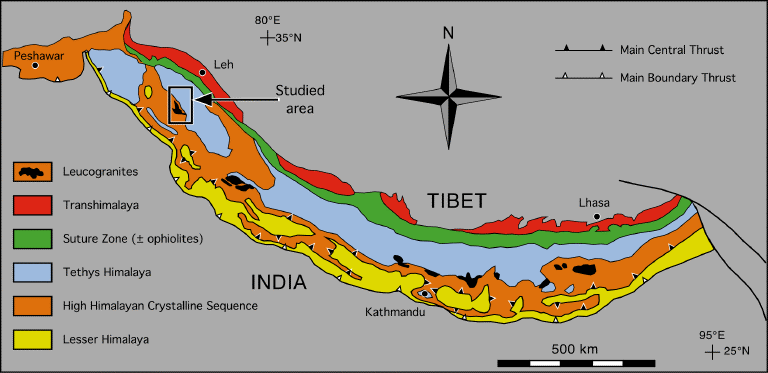
Carte de la région Himalayienne. La suture est en vert

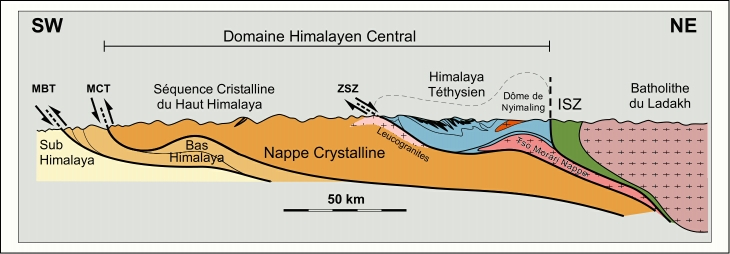
Coupe de l'Himalaya, la zone de suture est en vert